# 源美衣奈
源美衣奈（日语：源みいな，1992年7月19日—），出身於東京都的AV女優、寫真偶像。

## 經歷
初體驗是14歲時和高中的男友在池袋的愛情賓館。
2011年2月24日以作品「ハックツ美少女 Revolution」出道，10月7日從S1在AV界出道。
惠比壽麝香葡萄的6期生，但在AV出道前的9個月退出。
曾在双葉文庫的色情小說，『おまたせ生娘』的真人化作品中演出。

## 外部連結
- S1/エスワン 源みいな （页面存档备份，存于）
- 源みいな☆blog （页面存档备份，存于）